# Bitwa pod Igołomią (marzec 1863)
Bitwa pod Igołomią – potyczka stoczona 21 marca 1863 roku pomiędzy powstańcami styczniowymi generała Józefa Śmiechowskiego, a wojskami rosyjskimi w czasie powstania styczniowego.

## Przebieg bitwy
Po wyjeździe Langiewicza do Galicji, dowództwo nad resztkami jego korpusu objął gen. Józef Śmiechowski, szefem sztabu tego oddziału był Józef Miniewski. Śmiechowski, obawiając się okrążenia i rozbicia, rozpoczął z obozu pod Wełeczem odwrót przez Wiślicę do Opatowca, a następnie wzdłuż granicy austriackiej w kierunku Igołomi, cały czas ścigany przez wojska rosyjskie. Odwrót wojsk powstańczych osłaniały dwa bataliony piechoty, którymi dowodził kapitan Stanisław Wierzbiński. Granicę pod Czernichowem przekroczyło około 800 powstańców. W samej Igołomi w miejscowym dworze Rosjanie otoczyli niewielki (40-osobowy) oddział powstańczy, którego członkowie, pomimo braku oporu, zostali zabici bądź ranieni.